# Bolbella affinis
Bolbella affinis es una especie de mantis de la familia Mantidae.

## Distribución geográfica
Se encuentra en Natal (Sudáfrica).